# 圣罗曼德波佩
圣罗曼德波佩（法語：Saint-Romain-de-Popey，法語發音：[sɛ̃ ʁɔmɛ̃ də pɔpɛ]）是法国罗讷省的一个市镇，属于索恩河畔自由城区。

## 地理
圣罗曼德波佩（45°50'50"N, 4°31'52"E）面积17.02 平方千米，位于法国奥弗涅-罗讷-阿尔卑斯大区罗讷省，该省份为法国中东部省份，北起顺时针与索恩-卢瓦尔省、安省、里昂大都会、伊泽尔省和卢瓦尔省接壤。
与圣罗曼德波佩接壤的市镇（或旧市镇、城区）包括：昂西、比利、萨尔塞、萨维尼、圣福尔热、蒂尔迪讷河畔万德里。

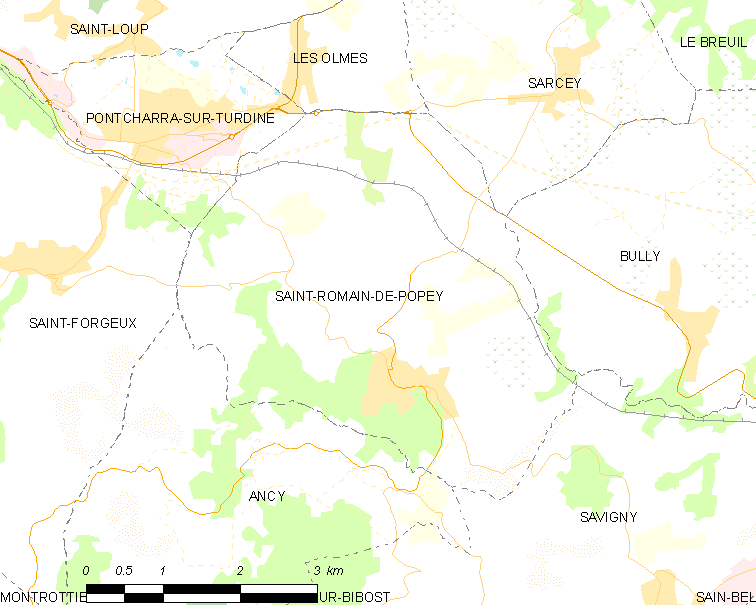
圣罗曼德波佩的OSM定位图

圣罗曼德波佩的时区为UTC+01:00、UTC+02:00（夏令时）。

## 行政
圣罗曼德波佩的邮政编码为69490，INSEE市镇编码为69234。

## 政治
圣罗曼德波佩所属的省级选区为塔拉尔县。

## 人口

1962-2008年间圣罗曼德波佩人口变化图示

圣罗曼德波佩于2022年1月1日时的人口数量为1703人。